# Bistum Otukpo
Das Bistum Otukpo (lat.: Dioecesis Otukpoenus) ist eine in Nigeria gelegene römisch-katholische Diözese mit Sitz in Otukpo.

## Geschichte
Das Bistum Otukpo wurde am 10. Juli 1995 durch Papst Johannes Paul II. aus Gebietsabtretungen des Bistums Makurdi errichtet und dem Erzbistum Abuja als Suffraganbistum unterstellt.

## Bischöfe von Otukpo
- Fidelis Uga Orgah, 1995–2000
- Michael Ekwoy Apochi, seit 2002